# Midnattssolens son
Midnattssolens son är en svensk svartvit dramafilm från 1939 i regi av Rolf Husberg och Thor Brooks och manus av Franz Winterstein och Börje Larsson.

## Handling
Den unge samen Nila har länge varit förälskad i Marja. När han friar till henne tackar hon ja och de bestämmer att gifta sig till påsken. Men den snörika vintern ställer till stora problem för Nilas renhjord och många av renarna omkommer. Nila inser nu att han inte kommer kunna försörja Marja så han beger sig till Kiruna för att söka arbete och spara pengar till en ny renhjord. Medan Nila sliter som skogshuggare har Marja börjat läsa med de samiska barnen i Karesuando. 
Nila lyckas samla ihop pengar till en renhjord och gifter sig med Marja. När våren kommer tar de renarna över norska gränsen till Lyngefjorden. Väl där stjäls en del av Nilas renar, och samerna enas om att sända den gamla vännen Labba till Stockholm för att tala med kungen om den orättvisa som drabbat Nila och de andra samerna.

## Om filmen
Inspelningen ägde rum mellan februari och oktober 1938 i Karesuando, Tromsø i Norge, Kiruna samt Centralen, Gustaf Adolfs torg, Kungliga slottet och AB Irefilms studio i Stockholm. Filmen gjordes efter ett manus av Franz Winterstein och Börje Larsson och spelades in med Olof Thiel som producent och Sepp Allgeier som fotograf. Filmen premiärvisades den 28 november 1939 på biografen Royal i Stockholm.
Midnattssolens son har vistas i SVT, bland annat i januari 2020.

## Rollista
- Per Henning Nutti (1908–1975) – Nila Vassara
- Anni Kuhmunen – Marja
- Anta Pirak – Labba
- Peter Freuchen – Juha Heikola, daglönare

Ej krediterade
- Helge Karlsson – landsfiskalen i Kiruna
- Carl-Harald – Karlsson, hans biträde
- John Ericsson – nybyggaren som försöker ringa
- Sven Waara-Grape – landsfiskalen i Karesuando
- Carl Deurell – prästens röst